# الشيخ سيدي بيمول
الشيخ سيدي بيمول فرقة موسيقية جزائرية تاسست في 1992 في باريس تؤدي الأغنية القبائلية والشعبي وأغاني التراث المدافعة عن القضية الأمازيغية.

## نجاحاتها
حققت الكثير من النجاحات خصوصا في باريس واوساط الشباب القبائلي.